# 土居健郎
土居 健郎（どい たけお、1920年3月17日 - 2009年7月5日）は、日本の精神科医・精神分析家・評論家。東京大学名誉教授。学位は医学博士（東京大学・1960年）。
日本人の心理特性として「甘え」の概念を精神分析に導入し、その精神構造を解明した『「甘え」の構造』(1971年)は、日本人論に新局面をもたらした。他の著書に『表と裏』(1985年)、『時のしるし』(1990年)など。

## 経歴
1920年、東京生まれ。府立高等学校 (旧制)を経て、東京帝国大学医学部に入学。1942年に卒業し、陸軍軍医となった。
戦後、アメリカ・メニンガー精神医学校、サンフランシスコ精神分析協会に研修留学。自身、キリスト教カトリック教会の信徒であった。1957年より聖路加国際病院精神科医長。1960年に「日本語の概念による精神病理学的研究」を東京大学に提出して医学博士の学位を取得。1971年、東京大学医学部保健学科精神衛生学教室教授に就任。1980年からは国際基督教大学教授。
2009年7月5日 老衰により死去。89歳没。

### 職歴
- 1957年 - 1971年　聖路加国際病院精神科医長
- 1971年 - 1980年　東京大学医学部保健学科精神衛生学教室教授（1979年 同医学部医学科精神科教授兼任）
- 1980年4月 - 1982年12月　国際基督教大学教授
- 1983年1月 - 1985年03月　国立精神衛生研究所長
- 後に 聖路加国際病院診療顧問

## 研究内容・業績、評価
- 著書『「甘え」の構造』は日本人の精神構造を解き明かした代表的な日本人論として有名であり、外国でも、英語、ドイツ語、フランス語、イタリア語、中国語、朝鮮語、インドネシア語、タイ語で翻訳が出版されている。
- 2004年、自身の名を冠した土居健郎記念賞が設置される。

## 著書
- 『精神療法と精神分析』 金子書房、1961
- 『精神分析と精神病理』 医学書院、1965
- 『精神分析』 創元社、1967、講談社学術文庫、1988
- 『漱石の心的世界』 至文堂、1969 
  - 『漱石文学における 「甘え」の研究』 角川文庫、1977。角川選書、1982
  - 『漱石の心的世界 「甘え」による作品分析』 弘文堂、1994
- 『「甘え」の構造』 弘文堂、1971。新版1991ほか、増補普及版2007
- 『「甘え」雑稿』 弘文堂、1975
- 『方法としての面接 臨床家のために』 医学書院、1977
- 『精神医学と精神分析』 弘文堂、1979
- 『表と裏』 弘文堂、1985
- 『「甘え」の周辺』 弘文堂、1987
- 『「甘え」さまざま』 弘文堂、1989
- 『信仰と「甘え」』 春秋社、1990
- 『時のしるし』 ティビーエス・ブリタニカ、1990
- 『注釈「甘え」の構造』 弘文堂、1993
- 『日常語の精神医学』 医学書院、1994
- 『「甘え」の思想』 弘文堂、1995
- 『聖書と「甘え」』 PHP新書、1997
- 『「甘え」理論と精神分析療法』 金剛出版、1997。オンデマンド版2013
- 『土居健郎選集』 岩波書店（全8巻）、2000

1. 精神病理の力学
2. 「甘え」理論の展開
3. 精神分析について
4. 精神療法の臨床
5. 人間理解の方法
6. 心とことば
7. 文学と精神医学
8. 精神医学の周辺

- 『続「甘え」の構造』 弘文堂、2001
- 『甘え・病い・信仰』 創文社、2001 (長崎純心レクチャーズ)
- 『臨床精神医学の方法』 岩崎学術出版社、2009

## 共編著
- 『精神療法の臨床と指導』 医学書院、1967
- 『分裂病の精神病理』 東京大学出版会、1972
- 『精神医学と疾病概念』 台弘共編、東京大学出版会、1975
- 『「甘え」と社会科学』 大塚久雄・川島武宜共著、弘文堂、1976
- 『精神医学における診断の意味』 藤縄昭共編、東京大学出版会、1983
- 『精神病理学の新次元 3』 大平健共編、金剛出版、1987
- 『分裂病の精神病理 16』 東京大学出版会、1987
- 『いじめと妬み 戦後民主主義の落とし子』 渡部昇一共著、PHP研究所、1995 のち文庫、改題『「いじめ」の構造』同 2008
- 『治療者としてのあり方をめぐって』 小倉清共著、チーム医療、1995、遠見書房・遠見こころライブラリー、2017
- 『「教育改革」は改革か 子どもを救うための10大論点』 PHP研究所、2001
- 『ホイヴェルス神父 信仰と思想』 森田明共編 聖母の騎士社・聖母文庫、2003
- 『「甘え」と日本人』 齋藤孝共著、朝日出版社、2004
- 『甘えと教育と日本文化 幼児・初等教育の将来-日米比較の観点から』 キャサリン＝ルイス・須賀由紀子・松田義幸共著、PHPエディターズ・グループ、2005 (エンゼル叢書)
- 『心だけは永遠　ヘルマン・ホイヴェルス神父の言葉』森田明共編、ドン・ボスコ新書、2009

## 翻訳
- 『精神分析への手引 理論と実際』 ローレンス・S.キュービー、日本教文社、1952
- 『脳と意識的経験の統一』 Sir John Eccles、吉田哲雄共訳、医学書院、1967
- 『神経症と創造性』 ローレンス・S.キュビー、みすず書房、1969
- 『私の好きな言葉 思想家と詩人の言葉』 ヘルマン・ホイヴェルス、エンデルレ書店、1974
- 『時の曲り角』 H.ホイベルス、中央出版社、1976
- 『ホイヴェルス神父のことば キリスト教と日本の一つの出会い』 戸川敬一共編、弘文堂、1986
- 『癒し人のわざ 医療の新しいあり方を求めて』 エリック・J.キャッセル、大橋秀夫共訳（改訂版）、新曜社、1991
- 『ホイヴェルス神父 日本人への贈り物』 H.ホイヴェルス、森田明共編、春秋社、1996

## 論文
- 「精神分析批判の反批判」 『精神神経学雑誌』 第55巻 7号 1954
- 「甘えること」 『愛育心理』 第75号 1956
- 「再び甘えるについて」 『愛育心理』 第94号 1957
- 「自我心理学について」 『精神分析研究』 第9巻 11号 - 12号 1957
- 「心理学の諸学派が教育心理学に果たした役割 5. 精神分析学」 『現代教育心理学大系 1. 総論』 中山書店 1958
- 「神経質の精神病理-特にとらわれの精神力学について」 『精神神経学雑誌』 第60巻 7号 1958
- 「自我の心理」 『児童心理』 第12巻 2号 - 3号 1958
- 「『自分』と『甘え』の精神病理」 『精神神経学雑誌』 第62巻 1号 1960
- 「性格の精神力学」 『性格心理学講座 1. 性格の理論』 金子書房 1961
- 「転移取扱いの困難について」 『精神分析研究』 第8巻 5号 1962
- "Amae: A key concept for understanding Japanese personality structure", Psychologia, Vol. 5, No. 1, 1962
- 「精神分析療法と西欧的人間」 『精神分析研究』 第10巻 5号 1965
- 「精神療法の教育と訓練」 『精神分析研究』 第11巻 4号 1965
- 「心理療法 (2)-精神分析」 『異常心理学講座 3. 心理療法』 みすず書房 1968
- 「精神分析と日本的性格」 『思想』 1969年11月号
- 「甘え・親子・他人」 『現代のエスプリ』 第43号 至文堂 1970
- 「『甘え』の発見」 和歌森太郎ほか編 『大学セミナーハウス開館7周年記念論集 日本人の再発見』 弘文堂 1972
- 「日本人の精神構造」 『日本医師会雑誌』 第67巻 1972
- 「日本人の自然観の心理的背景-特に表と裏の意識構造について」 『遺伝』 27 1973
- 「『甘え』理論再考-竹友安彦氏の批判に答える」 『思想』 1988年9月号